# 沖縄県道131号線
沖縄県道131号線（おきなわけんどう131ごうせん）は沖縄県島尻郡八重瀬町東風平と新城とを結ぶ一般県道。

## 概要

### 区間
- 起点：島尻郡八重瀬町字東風平（国道507号）
- 終点：島尻郡八重瀬町字新城（沖縄県道17号線）
- 総延長：3.32km（実延長も同じ）

### 通過自治体
- 島尻郡八重瀬町

### 交差する路線
- 国道507号（起点）
- 沖縄県道52号線（八重瀬町新城）
- 沖縄県道17号線（終点）

### 路線バス
いずれも琉球バス交通が運行している。
- 50番・百名（東風平）線　起点 - 県道52号交点
- 54番・前川線　全区間（東風平経由のみ）
- 83番・玉泉洞線　全区間

## 歴史・特徴
- 1953年（昭和28年）に琉球政府道131号線として指定。1972年（昭和47年）の本土復帰と同時に県道131号線となる。
- かつては道路整備状況がよくなく、終点の部分では二股に分かれたり、最近まで朝のラッシュ時（7:00~9:00）には路線バスを除く大型車の通行を規制していたが、現在は全線でわたり道路整備も進み、終点部分の二股も解消され、朝のラッシュ時の大型車の通行規制も解除されている。また長らく起点～県道52号交点の区間は駐車禁止の区間だったが現在は解除されている。